# 铍化锂
铍化锂 是一系列假想的金属互化物 ，由锂 和铍 组成。它们可能具有 LiBe、 LiBe2、Li2Be、 LiBe3、 Li3Be、Li2Be3、Li3Be2、LiBe4 和 Li4Be。 计算化学表示这些化合物中有一些可以在非常高的压力和低温下超导。 